# Efecto Mozart

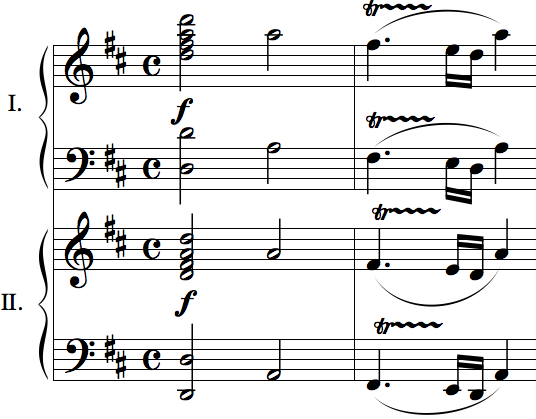
"Efecto Mozart" hace referencia a beneficios curativos de la música compuesta por Wolfgang Amadeus Mozart en pacientes con depresión durante sesiones de terapia.

Se denomina "efecto Mozart" a la serie de supuestos beneficios que produce el hecho de escuchar la música compuesta por Wolfgang Amadeus Mozart. Dicho efecto «continúa siendo objeto de investigación, sin ninguna pronunciación firme o definitiva que reivindique o deseche la teoría en cuestión».

## El libro que dio origen al término
En 1991, el otorrinolaringólogo e investigador Alfred A. Tomatis publicó el libro Pourquoi Mozart basado en su Método Tomatis, y en el cual utilizaba música durante las sesiones de terapia con sus pacientes, afirmando que la música de Mozart ayudaba en el proceso y que podía curar casos de depresión. Su método, desarrollado a mediados del siglo XX, pretendía estimular el oído y el sistema nervioso para integrar aspectos sobre el desarrollo y comportamiento humano.

## El estudio que investigó el efecto
En 1993, la psicóloga Frances Rauscher et al. de la Universidad de California describió en un artículo, «Music and Spatial Task Performance», publicado en la revista Nature,  que la exposición de 36 estudiantes durante 10 minutos a la sonata para dos pianos en re mayor KV 448/375a (en el catálogo Köchel) tenía efectos positivos en las pruebas de razonamiento espacio temporal. Este efecto duraba unos 10 minutos.
El estudio se realizó sobre tres grupos de 36 alumnos de instituto en cada grupo. Mientras un grupo escuchaba a la obra citada, un segundo grupo escuchaba a instrucciones de relajación diseñadas para reducir la presión arterial. Un tercer grupo permaneció en silencio. A los diez minutos, tuvieron que completar una serie de tareas, incluyendo pruebas de razonamiento según Stanford-Binet y pruebas de doblar y cortar papel. Los investigadores encontraron que los alumnos que habían escuchado a Mozart obtuvieron puntuaciones más altas que los alumnos de los demás grupos.

## Impacto cultural y en el mercado
Poco después, un artículo en ¡Hola!  afirmó que los «investigadores [Rauscher y Shaw] habían determinado que escuchar a Mozart realmente te hace más listo». Entre las distintas iniciativas posteriores basadas en la investigación sobre el efecto Mozart, tanto la industria musical como algunas escuelas privadas lo utilizó como una herramienta de marketing, y en 1998 el gobernador de Georgia regaló un casete o un CD de música clásica a cada madre primeriza que diera a luz en el estado. Lo mismo sucede en Dakota del Sur, Texas, y Tennessee. Otro regalo semejante, a todas las madres, hace la Academia Nacional Americana de las Artes y Ciencias. Y una reciente ley de Florida obliga que todos los niños con edades inferiores a cinco años escuchen en sus colegios 30 minutos diarios de música clásica. Uno de los investigadores del proyecto original comentó: «No creo que haga daño. Yo apoyo que los niños sean expuestos a experiencias culturales maravillosas. Pero creo que el dinero podría ser mejor invertido en los programas de educación musical.»[cita requerida]
Frances Rauscher, la investigadora y profesora de psicología de la Universidad de Wisconsin-Oshkosh, que realizó el primer estudio experimental en 1993 se muestra molesta con el grado de explotación comercial del efecto Mozart y la orientación lucrativa que se le dio a sus investigaciones. En todas sus conferencias deja claro que no existe evidencia científica de que al escuchar algún tipo de música se incremente la inteligencia.
De hecho, una investigación realizada en 2010 por los científicos Jacob Pietschnig, Voracek Martin y Anton K. Forman del Instituto de Investigación Básica Psicológica de la Universidad de Viena, y publicada en la prestigiosa revista Intelligence, revela que las sonatas de Mozart son agradables para el oído, pero la creencia de que potencia la inteligencia de los niños es falsa. 
El análisis estadístico de toda la literatura de investigación disponible de 39 estudios con más de 3000 voluntarios en esta materia no encontró cambios significativos en sus habilidades cognitivas. Este estudio muestra que el solo hecho de escuchar música de Mozart no permite observar mejoras en las facultades de los sujetos de la investigación. Así mostraron que el efecto Mozart en la inteligencia no es más que una de las muchas "leyendas urbanas" de la psicología popular: "Recomiendo a todos que escuchen música de Mozart, pero no se puede satisfacer la expectativa de que de esta manera se logre un aumento de la capacidad cognitiva", explicó Jakob Pietschnig, uno de los autores del estudio.
Si bien la música armónica, melódica y rítmica de varios compositores realizan casi el mismo trabajo que Mozart, dicho autor es especial, explica Tomatis en su libro Por qué Mozart, ya que los ritmos y frecuencias que usa “dan una sensación de libertad y rectitud que nos permite respirar,  pensar y reflexionar con facilidad”, acrecienta nuestro potencial creativo de una manera más natural, nos regala una “sensación de seguridad permanente”... El milagro de Mozart es “Colocar al ser humano al unísono con la armonía universal".

## Estudios científicos sobre el efecto Mozart
En 2001, la revista Journal of the Royal Society of Medicine publicó una recapitulación respecto al efecto Mozart realizado por el Dr. J. S. Jenkins, en donde afirma que efecto Mozart existe, pero hay que delimitarlo y estudiarlo con más profundidad. Entre sus conclusiones, afirma que cuando hay una mejora en los rendimientos, esta es pequeña y el efecto no va más allá de unos 12 minutos. Tampoco afecta a la inteligencia en general. Sin embargo, afirma que hay efectos beneficiosos en personas con epilepsia, pero que los resultados no son específicos a las composiciones de Mozart y que no existen criterios musicales definidos.
En 2003, la revista Nature publicó una investigación de la Universidad de California que reforzaba la idea concluyendo que solo diez minutos de una sonata para piano de Mozart bastaban para mejorar nuestro razonamiento espacial.
En 2007 un informe publicado por el Ministerio Federal de Educación e Investigación de Alemania, del que se hizo eco Nature, presentó un análisis posiblemente de toda la literatura científica relacionada con música e inteligencia concluyendo que «escuchar pasivamente la música de Mozart —o cualquier otro tipo de música del agrado de uno— no hace a una persona más inteligente. Pero otros estudios deberían ser realizados para comprobar si la audición de música podría incrementar a largo plazo el coeficiente intelectual de un niño...».
En mayo de 2010 un equipo de científicos de la Universidad de Viena comprobó la influencia de la música de Mozart en 3000 personas, y los resultados no registraron ningún incremento en la inteligencia de los sujetos que habían sido sometidos al experimento.
En 2013, el biólogo Nicholas Spitzer de la Universidad de California cuestionó la existencia del efecto Mozart a partir de sus interpretaciones de un estudio que dijo que no se mostraba ningún efecto en la actividad o capacidad cerebral por escuchar música de Mozart.

### Efectos en los episodios epilépticos
En un estudio sobre el efecto Mozart en la actividad epileptiforme, publicado en 1998, Hughes et al. mostraron con la electroencefalografía (EEG) que hubo una disminución significativo en 23 de 29 pacientes de dicha actividad con la sonata KV 448/375a.
En otro estudio sobre los episodios epilépticos, se le hizo que escuchase la sonata KV 448/375a de Mozart durante 10 minutos cada hora a una niña de ocho años que sufría episodios epilépticos, concretamente del síndrome de Lennox-Gastaut, durante el tiempo diario que estaba despierta. El número de episodios se redujo desde nueve episodios en las primeras cuatro horas a un episodio en las cuatro horas siguientes. Asimismo, la duración de los episodios se redujo de 317 segundos a 178. El día siguiente, solo tuvo dos episodios en 7 horas y media.
El «efecto Mozart» tiene base científica,  Según se publica en  Scientific report (del grupo de la revista Nature), «estudiando los episodios interictales intracraneales (IED),en dieciséis sujetos sometidos a monitorización intracraneal para la epilepsia focal refractaria. Encontramos IED reducidos durante la versión original de K448 después de al menos 30 s de exposición».
«Esto NO significa que sea la cura contra la epilepsia, sino que es capaz de disminuir el número de crisis en ciertos tipos de epilepsia. De hecho, los medicamentos antiepilépticos son mucho más eficaces que esta melodía, pero la pieza K448 tiene tan pocos efectos secundarios y es tan fácil de suministrar que merece la pena probar su efecto.» (según se relata Espacio epilepsia)
En 2023, Sandra Oberleiter y Jakob Pietschnig también demuestran en Scientific Reports (Nature Group) que la evidencia existente sobre el «efecto Mozart» en la epilepsia no es científicamente sólida. En un extenso metaanálisis se argumentó que los resultados positivos en cuanto a la mejoría de los síntomas se basan en diseños de investigación inadecuados, informes selectivos y muestras demasiado pequeñas. Además, los resultados no se pueden replicar porque los datos de los estudios no están disponibles y, por lo tanto, no cumplen con los estándares de investigación modernos.